# Método de Yamartino
El método de Yamartino es un algoritmo para calcular una aproximación de la dirección del viento mediante una sola pasada a partir de una serie de datos de entrada.

## Trasfondo
La desviación estándar de la dirección del viento es una medida de la turbulencia lateral y se utiliza en un método para estimar la categoría de estabilidad de Pasquill en la dispersión de la contaminación del aire.
El método convencional para calcular la desviación estándar requiere dos pasos a través de la lista de valores: la primera pasada determina la media de esos valores; y la segunda pasada determina la suma de los cuadrados de las diferencias entre los valores y la media. Este método de doble paso requiere acceder a todos los valores. Se puede usar un algoritmo de un solo paso para obtener la desviación típica de datos con una distribución normal, pero no es adecuado para datos angulares como la dirección del viento, donde la discontinuidad de 0°/360° (o ± 180°) impone una consideración especial. Por ejemplo, las direcciones 1°, 0° y 359° (o −1°) no deben promediar a la dirección 180°.
El método Yamartino, introducido por Robert J. Yamartino en 1984, resuelve ambos problemas. La Agencia de Protección Ambiental (Estados Unidos) (EPA) lo ha elegido como la forma preferente de calcular la desviación estándar de la dirección del viento.
Una discusión adicional sobre el método de Yamartino, junto con otros métodos para estimar la desviación estándar de la dirección del viento, se puede encontrar en Farrugia y Micallef.
Es posible calcular la desviación estándar exacta en una pasada, aunque para ello se necesita un poco más de esfuerzo de cálculo.

## Algoritmo
Durante el intervalo de tiempo que se promediará, se realizarán n mediciones de la dirección del viento (θ) y se acumularán dos totales, sin almacenar los n valores individuales. Al final del intervalo, los cálculos son los siguientes: con los valores promedio de sin θ y cos θ definidos como
{\displaystyle s_{a}={\frac {1}{n}}\sum _{i=1}^{n}\sin \theta _{i},}
{\displaystyle c_{a}={\frac {1}{n}}\sum _{i=1}^{n}\cos \theta _{i}.}
Luego, la dirección promedio del viento se obtiene a través de la función arctan (x, y) de cuatro cuadrantes, como
{\displaystyle \theta _{a}=\arctan(c_{a},s_{a}).}
De veinte funciones diferentes para σθ usando variables obtenidas en un solo paso de los datos de dirección del viento, Yamartino encontró que la mejor función era
{\displaystyle \sigma _{\theta }=\arcsin(\varepsilon )\left[1+\left({\tfrac {2}{\sqrt {3}}}-1\right)\varepsilon ^{3}\right],}
donde
{\displaystyle \varepsilon ={\sqrt {1-(s_{a}^{2}+c_{a}^{2})}}.}
La clave aquí es recordar que sin2θ  + cos2θ  = 1 para que, por ejemplo, con una dirección de viento constante en cualquier valor de θ, el valor de {\displaystyle \varepsilon } sea cero, lo que lleva a un valor de cero para la desviación estándar.
 
El uso de {\displaystyle \varepsilon } solo produce un resultado cercano al producido con una doble pasada cuando la dispersión de los ángulos es pequeña (sin cruzar la discontinuidad), pero en su construcción siempre está entre 0 y 1. Al tomar el arco seno se produce la doble respuesta solo cuando hay dos ángulos igualmente comunes: en el caso extremo de un viento oscilante que sopla hacia atrás y hacia adelante, produce un resultado de {\displaystyle {\tfrac {\pi }{2}}} radianes, es decir, un ángulo recto. El factor final ajusta esta cifra hacia arriba para que produzca el resultado de doble paso de  {\displaystyle {\tfrac {\pi }{\sqrt {3}}}} radianes para una distribución de ángulos casi uniforme en todas las direcciones, al tiempo que se realizan cambios mínimos en los resultados para pequeñas dispersiones.
El error máximo teórico contra el método exacto de dos pasadas para obtener σθ es, por lo tanto, alrededor del 15% con un viento oscilante. Las comparaciones con los casos generados por el método de Monte Carlo indican que el algoritmo de Yamartino está dentro del 2% para distribuciones más realistas.
Una variante podría ser ponderar cada observación de dirección del viento por la velocidad del viento en ese momento.

## Lecturas relacionadas
P. S. Farrugia and A. Micallef (2006). «Comparative analysis of estimators for wind direction standard deviation». Meteorological Applications 13 (1): 29-41. Bibcode:2006MeApp..13...29F. doi:10.1017/S1350482705001982.
- Datos: Q3333620